# Sanatorio Express
Sanatorio Express (finnischer Originaltitel: Pikaparantola) ist eine Oper in zwei Akten von Iiro Rantala (Musik) mit einem Libretto von Minna Lindgren. Sie wurde am 27. September 2018 von der Finnischen Nationaloper in Helsinki uraufgeführt.

## Handlung

### Erster Akt
Die Oper spielt in einem gut laufenden Wellness-Sanatorium, in dem sich die Kunden von ihren Alltags-Sorgen lösen können. Ein Heiler kümmert sich um alle ihre Belange und gibt Lebensratschläge, und auch die Empfangsdame hat immer einen Kommentar bereit. Vier Kunden, zwei Frauen und zwei Männer, schwärmen von dem „himmlischen“ Ambiente.
Eine Sopranistin meldet sich am Empfang. Sie ist verzweifelt, weil ihre Ehe wegen ihres Übergewichts kriselt. In ihrer Auftrittsarie klagt sie zunächst über ihr Gewicht und gerät anschließend über ihre Freude am Essen in Verzückung.
Die anderen Kunden unterhalten sich über ihre Diagnosen. Die eine Frau leidet an „Ludomanie“ (Spielsucht), die andere an „Oniomanie“ (Einkaufssucht). Ein weiterer Gast, der Tenor, hat ungewöhnliche Symptome: er ist „entweder Feuer und Flamme oder ganz apathisch“. All diese Probleme haben schlimme Folgen, denn sie können bis zum Tod und „natürlich zur Scheidung“ führen. Der Heiler gibt praktische Ratschläge, und sofort fühlen sich alle besser. Mit dem Hinweis, dass der heutige Therapieplan Selbsthilfe in den Zimmern vorsehe, schickt er die Gäste fort. Anschließend bemüht er sich so intensiv um die Sopranistin, dass sie ihn empört „zur Hölle“ schickt und sich bei der Rezeptionistin über ihn beschwert. Sie kann nicht glauben, dass ein Mann ehrlich an ihr interessiert wäre. Die Empfangsdame stimmt ihr zu, bevor sie in ihrer Arie (im Flamenco-Stil) ihre eigenen Erfahrungen dagegen stellt: Sie genießt das Leben, da sie die Männer mehrmals täglich wechselt.
Der Tenor erklärt der Sopranistin seine Liebe. Nachdem ihn seine Frau verlassen hat, sucht er nur noch Frieden und Liebe. Die Sopranistin erwidert seine Gefühle schnell. In einem Liebesduett stellen beide fest, dass sie süchtig nach einander sind und einander so akzeptieren, wie sie sind. Unterdessen beaufsichtigt der Heiler die Entspannungsübungen der Teilnehmer, und die Empfangsdame löst Kreuzworträtsel.
Gerade als Tenor und Sopranistin sich zusammen davonschleichen wollen, trifft ihr Ehemann im Sanatorium ein, der hier seinen Ehefrust hinter sich lassen will. Es kommt zum Streit zwischen Ehemann und Tenor, und der Tenor fordert den Ehemann zum Duell. Da greift der Heiler ein und verordnet ihnen ein „Dreierworkout“, bei dem sich die beiden Männer gegenseitig behandeln sollen. Der Ehemann sieht sein Fehlverhalten ein und drückt seine Scham darüber in einem Lied aus. Er weiß auch gar nicht mehr, ob er seine Frau überhaupt noch zurückhaben will. Auch alle anderen sind verwirrt.

### Zweiter Akt
Einige Zeit später zeigen die Therapien nur teilweise Wirkung. Der Heiler versucht auf drastische Weise, die Teilnehmer zu motivieren: Wenn man nur eine einzige Therapieeinheit auslasse, führe das zum Tod. Dies vergleicht er mit der abschließenden Todesszene in jeder Oper, die eine Arie lang dauere. Anschließend berichtet er über seine Erfolge mit seinem „besten Patienten“, dem Ehemann der Sopranistin, der an einem „externen Wohlfühlprogramm“ teilnehme und geheilt wurde, nachdem er in seinem Haus Menschenfresser gesehen hatte.
Während sich die Empfangsdame schminkt, schwadroniert der Tenor über seine Aktivitäten in den sozialen Medien des Internets, und die Sopranistin sucht vergeblich im Spiegel nach den Erfolgen ihrer Schlankheitskur. Tenor und Sopranistin erkennen, dass sie die Kur nicht weiter bringt. Sie wollen zurück in ihr altes Leben, das sie nun auch ohne Heilung genießen können. Die Rezeptionistin überrascht sie mit der Nachricht, dass sich der Heiler in den Ehemann der Sopranistin verliebt habe. Tenor und Sopranistin sind begeistert, da das bedeutet, dass sie für immer zusammenleben können. Die Rezeptionistin weist sie allerdings darauf hin, dass sich der Ehemann noch nicht geoutet habe und der „externe Zugang“ lediglich eine Täuschung sei. Sie beschließen, dem Schicksal nachzuhelfen. Die Empfangsdame hat bereits einen Plan, für den sich die drei verkleiden.
Die Rezeptionistin hat ihre Verehrer bisher immer nach dem ersten Treffen abgewimmelt und fühlt sich nun einsam. Sie wünscht, nach ihrem Tod neben einem Partner im Grab zu liegen.
Dem Plan gemäß irren alle maskiert durch die dunklen Räume, während die Verschwörer auf den Ehemann warten. Beinahe geht alles schief, da sie sich selbst nicht mehr erkennen können. Der Ehemann versteckt sich in einem Schrank und gerät allmählich in Panik, bis ihm die Sopranistin zu Hilfe kommt. Nach einem klärenden Gespräch trennen sie sich in Frieden voneinander.
Das Sanatorium wurde im Internet als Betrugsanstalt deklassiert und steht vor dem Ruin. Der Heiler versucht, sich unter einem Vorwand davonzumachen, wird aber von den Kunden aufgehalten, die ihn der Hochstapelei beschuldigen. Die Rezeptionistin weist sie jedoch darauf hin, dass sie alle jetzt glücklicher als zuvor und eigentlich nie krank gewesen seien. Außerdem haben zwei Paare zueinander gefunden. Das Sanatorium muss zwar schließen, doch sie hat schon eine neue Idee: Sie will einen Wellness-Salon für Schoßhündchen eröffnen.

## Gestaltung
Die Oper orientiert sich formal an der Opera buffa des frühen 18. Jahrhunderts. Es gibt Chöre, Arien (häufig zweiteilig) und Ensembles, die von Duetten bis zum Quintett reichen. Sie wird auf der Website der Finnischen Nationaloper für Kinder ab sieben Jahren empfohlen.

## Werkgeschichte
Die komische Oper Sanatorio Express stammt von dem finnischen Komponisten und Jazzpianisten Iiro Rantala. Die Orchestrierung nahm Arttu Takalo vor. Das Libretto schrieb die Autorin Minna Lindgren, die vor allem durch ihre Kriminalromane bekannt wurde.
Die Uraufführung fand am 27. September 2018 in der Finnischen Nationaloper in Helsinki statt. Das Orchester der Finnischen Nationaloper spielte unter der Leitung von Kalle Kuusava. Die Inszenierung stammte von Maria Sid, Bühne und Kostüme von Anna Kontek, Licht- und Video-Design von Joonas Tikkanen. Die Sänger waren Johanna Rusanen (Eine Sopranistin), Päivi Nisula (Empfangsdame), Hannu Niemelä (Heiler), Markus Nykänen (Ein Tenor), Waltteri Torikka (Ehemann), Anu Hostikka (Dame 1), Ann-Marie Heino (Dame 2), Heikki Hattunen (Mann 1) und Samuli Takkula (Mann 2). Ein Video-Mitschnitt wurde auf der Internetplattform Operavision bereitgestellt.
Anschließend ging die Produktion auf Tournee durch Finnland mit Aufführungen in Oulu, Kuopio und Turku.
Im Auftrag der Australian Contemporary Opera Company in Melbourne erarbeiteten Minna Lindgren und Iiro Rantala auch eine englischsprachige Version der Oper. Ein Premierendatum dieser Fassung ist derzeit (Stand 2024) noch nicht bekannt.
Die deutsche Erstaufführung erfolgte am 13. Juli 2024 im Palmengarten Frankfurt in einer Produktion der Kammeroper Frankfurt. Gegeben wurde das Stück in einer neuen deutschen Übersetzung von Stanislav Rosenberg, der auch die musikalische Leitung hatte.